# Вёргль
Вёргль (нем. Wörgl) — город в Австрии, в федеральной земле Тироль.
Входит в состав округа Куфштайн. Площадь города составляет 19,74 км², население — 14 179 человек (1 января 2021), плотность населения — 712 чел./км².

## Эксперимент со свободными деньгами Гезелля
В период Великой депрессии для подъема экономики последователи теории Сильвио Гезелля, теории свободной экономики, провели ряд экспериментов по введению и обращению беспроцентных денег.
Бургомистр города Михаель Унтергуггенбергер (Michael Unterguggenberger) убедил коммерсантов и управленческий персонал в том, что никто ничего не потеряет, а наоборот, много приобретет за счет эксперимента с деньгами в той форме, как это изложено в книге Сильвио Гезелля «Естественный экономический порядок».
31 июля 1932 года магистрат выпустил 5000 «свободных шиллингов» (то есть беспроцентных шиллингов), которые были покрыты такой же суммой обычных австрийских шиллингов в банке.
Все прежние городские служащие 50 % заработной платы получали «свободными шиллингами», а вновь поступившим на работу ими выплачивался весь заработок. В результате эксперимента в городе был построен мост, бассейн, лыжный трамплин, ряд зданий, улучшено состояние дорог, увеличились капиталовложения в общественные службы, были уплачены не только текущие налоги, но и ликвидирована большая часть прежней задолженности. Именно в это время, когда многие страны Европы вынуждены были бороться с растущей безработицей, уровень безработицы в Вёргле снизился за год на 25 %.

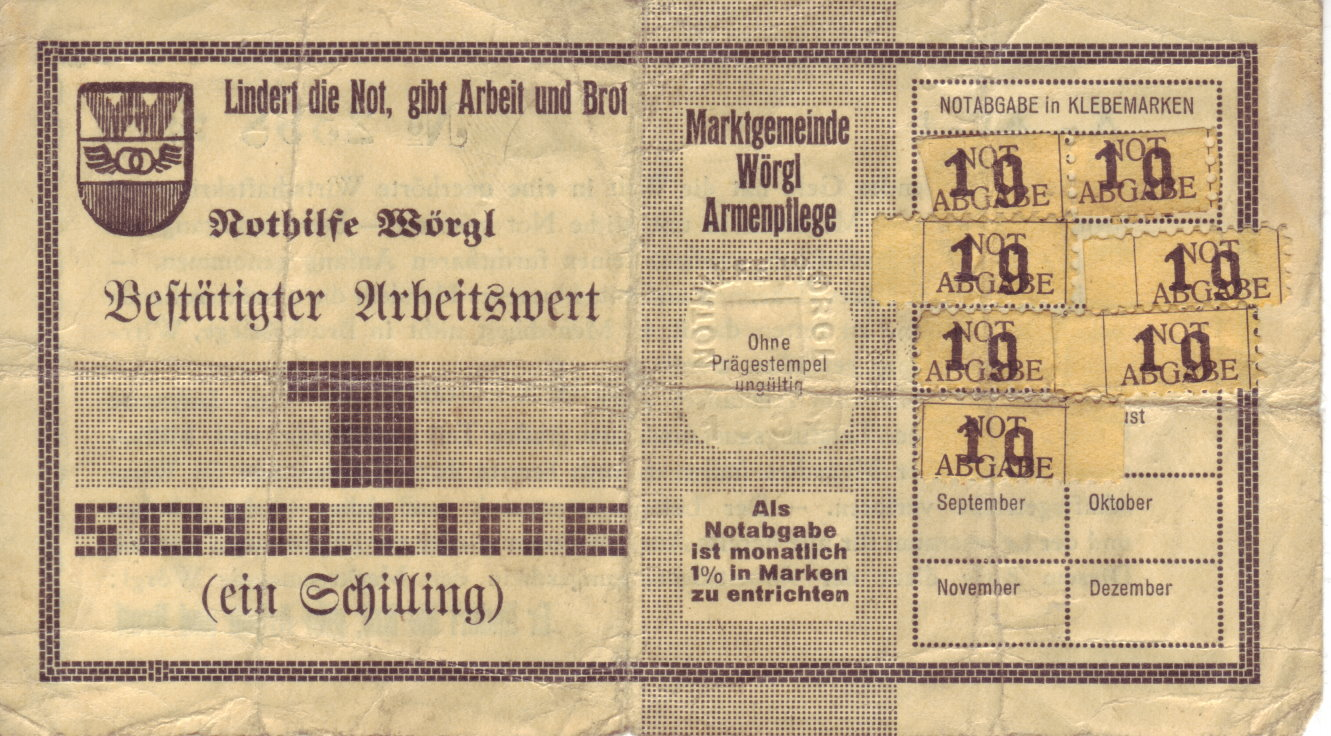
Один шиллинг города Вёргль

Этими деньгами оплачивались зарплаты и материалы, торговцы и предприниматели принимали их в качестве оплаты. Плата за пользование этими деньгами составляла ежемесячно 1 %, то есть 12 % в год. Вноситься она должна была тем, кто имел банкноту в конце месяца. Плата вносилась в форме марки с номиналом 1 % от стоимости банкноты, приклеивавшейся на обратной стороне банкноты. Без такой марки банкнота была недействительна. Такая небольшая плата привела к тому, что любой человек, получавший свободные шиллинги в качестве оплаты, старался их как можно быстрее потратить, прежде чем перейти к оплате своими обычными деньгами. Жители Вёргля даже свои налоги оплачивали заранее, чтобы избежать внесения платы за пользование деньгами. В течение года 5000 свободных шиллингов были в обращении 463 раза, было произведено товаров и услуг на сумму около 2 300 000 шиллингов (5000 х 463). Обычный шиллинг за это время был в обращении всего 213 раз. Полученная магистратом плата, обеспечившая быстрый переход денег из одних рук в другие, составила всего 12 % от 5000 свободных шиллингов=600 свободных шиллингов. Они были израсходованы на общественные нужды, то есть на благо общины, а не на обогащение отдельных её членов.
Несмотря на успех, опыта одного города не достаточно, чтобы утверждать об эффективности идей Гезелля в масштабах страны. Экономический подъём в Вёргле во время эксперимента мог быть определен другими факторами, исследование которых не проводилось. Кроме того, рост оборота в период общего кризиса и спада вовсе не означает, что подобные меры будут иметь положительное влияние в условиях достаточно стабильного оборота. Один из экономических аспектов идеи Гезелля состоит в децентрализации эмиссии денег без механизма взаимного согласования объёмов дополнительной эмиссии. Сам же Гезелль считал, что

После ввода в действие Свободных Денег и вывода из обращения металлических денег, единственной функцией Национального офиса будет наблюдать за уровнем соотношения количества денег и количества товаров, и регулировать это соотношение выпуском новых денег или изъятием из оборота лишних, для поддержания общего уровня стабильных цен.— Сильвио Гезелль. «Естественный экономический порядок»
Когда более 300 общин в Австрии заинтересовались данной моделью, Национальный банк Австрии усмотрел в этом угрозу стабильности денежной системы. Несмотря на большой интерес к этому эксперименту и его поддержку премьер-министром Франции Даладье и известным экономистом Ирвингом Фишером, центробанк Австрии вмешался в дела магистрата и запретил печатание местных денег. Запреты касались непосредственной эмиссии денег местными властями, а не принципов системы Гезелля. Несмотря на то, что спор длился очень долго и рассматривался даже в высших судебных инстанциях Австрии, ни Вёрглю, ни другим европейским общинам не удалось повторить этот эксперимент.

## Население
| Год  | Численность |
| ---- | ----------- |
| 1869 | 1080        |
| 1889 | 1485        |
| 1890 | 2319        |
| 1900 | 3126        |
| 1910 | 4232        |
| 1923 | 4155        |
| 1934 | 4196        |
| 1939 | 4689        |
| 1951 | 6247        |
| 1961 | 6828        |
| 1971 | 7937        |
| 1981 | 8598        |
| 1991 | 10041       |
| 2001 | 10885       |
| 2011 | 12751       |
| 2021 | 14179       |

## Политическая ситуация
Бургомистр коммуны — Арно Аблер (АНП) по результатам выборов 2004 года.
Совет представителей коммуны (нем. Gemeinderat) состоит из 21 места.
- АНП занимает 8 мест.
- СДПА занимает 5 мест.
- Зелёные занимают 2 места.
- АПС занимает 2 места.
- независимые: 2 места.
- местный блок: 2 места.